# Коба Ясс
Коба Ясс (латис. Jass Koba; народився 1 травня 1990, Рига, Латвія) — латвійський хокеїст, нападник. Виступає в ризькому Динамо-Юніорс, виступав у складі молодіжної збірної Латвії (U-20).
Брат: Маріс Ясс.